# کلم بروکلی راب
کلم بروکلی راب (به انگلیسی: broccoli rabe) یا راپینی (Rapini) یک سبزی چلیپایی سبز رنگ است که برگ، جوانه و ساقه آن قابل مصرف است، جوانه‌های این کلم تا حدودی همانند کلم بروکلی می‌باشد ولی فرم کله‌گی بزرگی را شکل نمی‌دهند. کلم بروکلی راب به خاطر مزه تلخ خود معروف است و به ویژه با آشپزی مدیترانه‌ای مرتبط است.

## ویژگی‌ها
کلم بروکلی راب دارای برگهای میخی‌شکل زیادی است که خوشه‌هایی از جوانه‌های سبز رنگ را احاطه کرده‌است که همانند کله‌گی کوچک کلم بروکلی است. ممکن است گلهای کوچک زرد رنگی که قابل خوردن هستند از میان جوانه‌ها شکوفه کند. این کلم منبعی از ویتامین آ، ث و کا بوده و همچنین دارای
پتاسیم، کلسیم و آهن است.